# Грате, Пабло
Па́бло Гра́те (швед. Pablo Grate; 23 декабря 1967, Стокгольм) — шведский гребец-байдарочник, выступал за сборную Швеции в начале 1990-х годов. Участник летних Олимпийских игр в Барселоне, бронзовый призёр чемпионата мира, победитель регат национального и международного значения.

## Биография
Пабло Грате родился 23 декабря 1967 года в Стокгольме. Активно заниматься греблей начал с раннего детства, проходил подготовку в городе Катринехольме, состоял в местном одноимённом каноэ-клубе «Катринехольмс».
Первого серьёзного успеха на взрослом международном уровне добился в 1991 году, когда попал в основной состав шведской национальной сборной и побывал на чемпионате мира в Париже, откуда привёз награду бронзового достоинства, выигранную в зачёте четырёхместных байдарок на дистанции 10000 метров — на финише их обогнали только экипажи из Германии и Австралии. При этом его партнёрами были гребцы Юнас Фагер, Ханс Ульссон и Петер Орбан. Благодаря череде удачных выступлений удостоился права защищать честь страны на летних Олимпийских играх 1992 года в Барселоне — в четвёрках на тысяче метрах дошёл до финала и показал в решающем заезде седьмой результат.
В дальнейшем, тем не менее, Грате не показывал сколько-нибудь значимых результатов на международном уровне.